# Guldbagge voor beste film

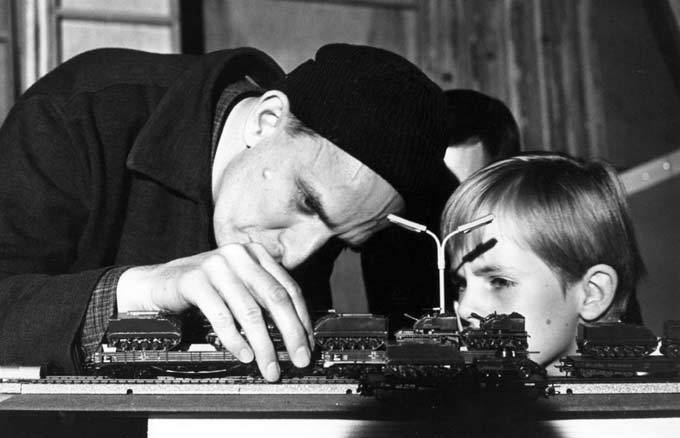
Ingmar Bergman tijdens de regie van Tystnaden, de allereerste winnaar van de Guldbagge voor beste film

De Guldbagge is een Zweedse filmprijs die sinds 1964 jaarlijks wordt uitgereikt door het Zweeds Filminstituut. 
Dit is een lijst van winnaars van de Guldbagge voor beste film. De prijs werd voor de eerste maal uitgereikt in 1964.

## Winnaars
| Jaar                         | Film                             | Regisseur                                                       |
| ---------------------------- | -------------------------------- | --------------------------------------------------------------- |
| 1964 (1ste editie)           | Tystnaden                        | Ingmar Bergman                                                  |
| 1965 (2de editie)            | Bröllopsbesvär                   | Åke Falck                                                       |
| 1966 (3de editie)            | Heja Roland!                     | Bo Widerberg                                                    |
| 1967 (4de editie)            | Persona                          | Ingmar Bergman                                                  |
| 1968 (5de editie)            | Hugo och Josefin                 | Kjell Grede                                                     |
| 1969 (6de editie)            | Den vita sporten                 | Grupp 13                                                        |
| 1970 (7de editie)            | En kärlekshistoria               | Roy Andersson                                                   |
| 1970 (7de editie)            | Misshandlingen                   | Lars Lennart Forsberg                                           |
| 1971 (geen officiële editie) | Utvandrerne                      | Jan Troell                                                      |
| 1972 (8ste editie)           | Äppelkriget                      | Tage Danielsson                                                 |
| 1973 (9de editie)            | Viskningar och rop               | Ingmar Bergman                                                  |
| 1974 (10de editie)           | En handfull kärlek               | Vilgot Sjöman                                                   |
| 1975 (11de editie)           | Det sista äventyret              | Jan Halldoff                                                    |
| 1976 (12de editie)           | Släpp fångarne loss: det är vår! | Tage Danielsson                                                 |
| 1977 (13de editie)           | Mannen på taket                  | Bo Widerberg                                                    |
| 1978 (13de editie)           | Picassos äventyr                 | Tage Danielsson                                                 |
| 1979 (15de editie)           | Ett anständigt liv               | Stefan Jarl                                                     |
| 1980 (16de editie)           | Mannen som blev miljonär         | Mats Arehn                                                      |
| 1981 (17de editie)           | Barnens ö                        | Kay Pollak                                                      |
| 1982 (18de editie)           | Den enfaldige mördaren           | Hans Alfredson                                                  |
| 1983 (19de editie)           | Fanny og Alexander               | Ingmar Bergman                                                  |
| 1985 (20ste editie)          | Smärtgränsen                     | Agneta Elers-Jarleman                                           |
| 1986 (21ste editie)          | Mitt liv som hund                | Lasse Hallström                                                 |
| 1987 (22ste editie)          | Offret                           | Andrei Tarkovsky                                                |
| 1988 (23ste editie)          | Pelle Erövraren                  | Bille August                                                    |
| 1989 (24ste editie)          | Vid vägen                        | Max von Sydow                                                   |
| 1989 (24ste editie)          | Tillbaka till Ararat             | Jim Downing, Göran Gunér, Per-Åke Holmquist, Suzanne Khardalian |
| 1990 (25ste editie)          | Miraklet i Valby                 | Åke Sandgren                                                    |
| 1991 (26ste editie)          | God afton, Herr Wallenberg       | Kjell Grede                                                     |
| 1992 (27ste editie)          | Il Capitano                      | Jan Troell                                                      |
| 1993 (28ste editie)          | Änglagård                        | Colin Nutley                                                    |
| 1994 (29ste editie)          | Kådisbellan                      | Åke Sandgren                                                    |
| 1995 (30ste editie)          | En pizza i Jordbro               | Rainer Hartleb                                                  |
| 1996 (31ste editie)          | Lust och fägring stor            | Bo Widerberg                                                    |
| 1997 (32ste editie)          | Hamsun                           | Jan Troell                                                      |
| 1998 (33ste editie)          | Tic Tac                          | Daniel Alfredson                                                |
| 1999 (34ste editie)          | Fucking Åmål                     | Lukas Moodysson                                                 |
| 2000 (35ste editie)          | Tsatsiki, morsan och polisen     | Ella Lemhagen                                                   |
| 2001 (36ste editie)          | Sånger från andra våningen       | Roy Andersson                                                   |
| 2002 (37ste editie)          | Så vit som en snö                | Jan Troell                                                      |
| 2003 (38ste editie)          | Lilja 4-ever                     | Lukas Moodysson                                                 |
| 2004 (39ste editie)          | Ondskan                          | Mikael Håfström                                                 |
| 2005 (40ste editie)          | Masjävlar                        | Maria Blom                                                      |
| 2006 (41ste editie)          | Ninas resa                       | Lena Einhorn                                                    |
| 2007 (42ste editie)          | Förortsungar                     | Catti Edfeldt, Ylva Gustavsson                                  |
| 2008 (43ste editie)          | Du levande                       | Roy Andersson                                                   |
| 2009 (44ste editie)          | Maria Larssons eviga ögonblick   | Jan Troell                                                      |
| 2010 (45ste editie)          | Män som hatar kvinnor            | Niels Arden Oplev                                               |
| 2011 (46ste editie)          | Sebbe                            | Babak Najafi                                                    |
| 2012 (47ste editie)          | Apflickorna                      | Lisa Aschan                                                     |
| 2013 (48ste editie)          | Äta sova dö                      | Gabriela Pichler                                                |
| 2014 (49ste editie)          | Återträffen                      | Anna Odell                                                      |
| 2015 (50ste editie)          | Turist                           | Ruben Östlund                                                   |
| 2016 (51ste editie)          | Efterskalv                       | Magnus von Horn                                                 |
| 2017 (52ste editie)          | Jätten                           | Johannes Nyholm                                                 |
| 2018 (53ste editie)          | The Nile Hilton Incident         | Tarik Saleh                                                     |
| 2019 (54ste editie)          | Gräns                            | Ali Abbasi                                                      |
| 2020 (55ste editie)          | And Then We Danced               | Levan Akin                                                      |
| 2021 (56ste editie)          | Spring Uje spring                | Henrik Schyffert                                                |
| 2022 (57ste editie)          | Clara Sola                       | Nathalie Álvarez Mesén                                          |
| 2023 (58ste editie)          | Triangle of Sadness              | Ruben Östlund                                                   |
| 2024 (59ste editie)          | Paradiset brinner                | Mika Gustafson                                                  |
| 2025 (60ste editie)          | Crossing                         | Levan Akin                                                      |